# Tukul
Els Tukul o «homes de tukul» s'esmenten en una inscripció hitita d'Arnuwandas I en relació als camps de cultiu, la fusta, els jardins o horts, i era probablement un oficial depenent el governador del districte (senyor de la torre) encarregar d'aquestes feines.